# Любавка
Любавка (пол. Lubawka, нем. Liebau) — город в Польше, входит в Нижнесилезское воеводство, Каменногурский повят. Имеет статус городско-сельской гмины. Занимает площадь 22,4 км². Население — 6580 человек (на 2004 год).

## Галерея

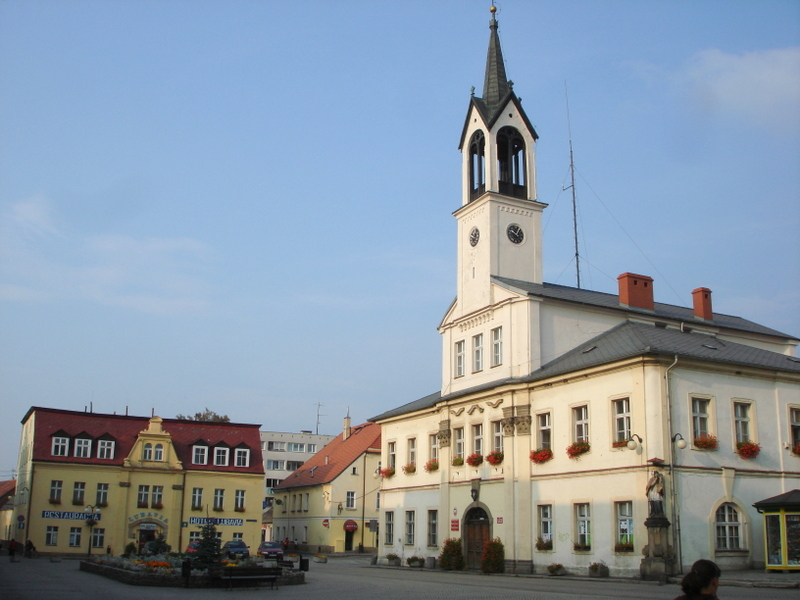
Ратуша
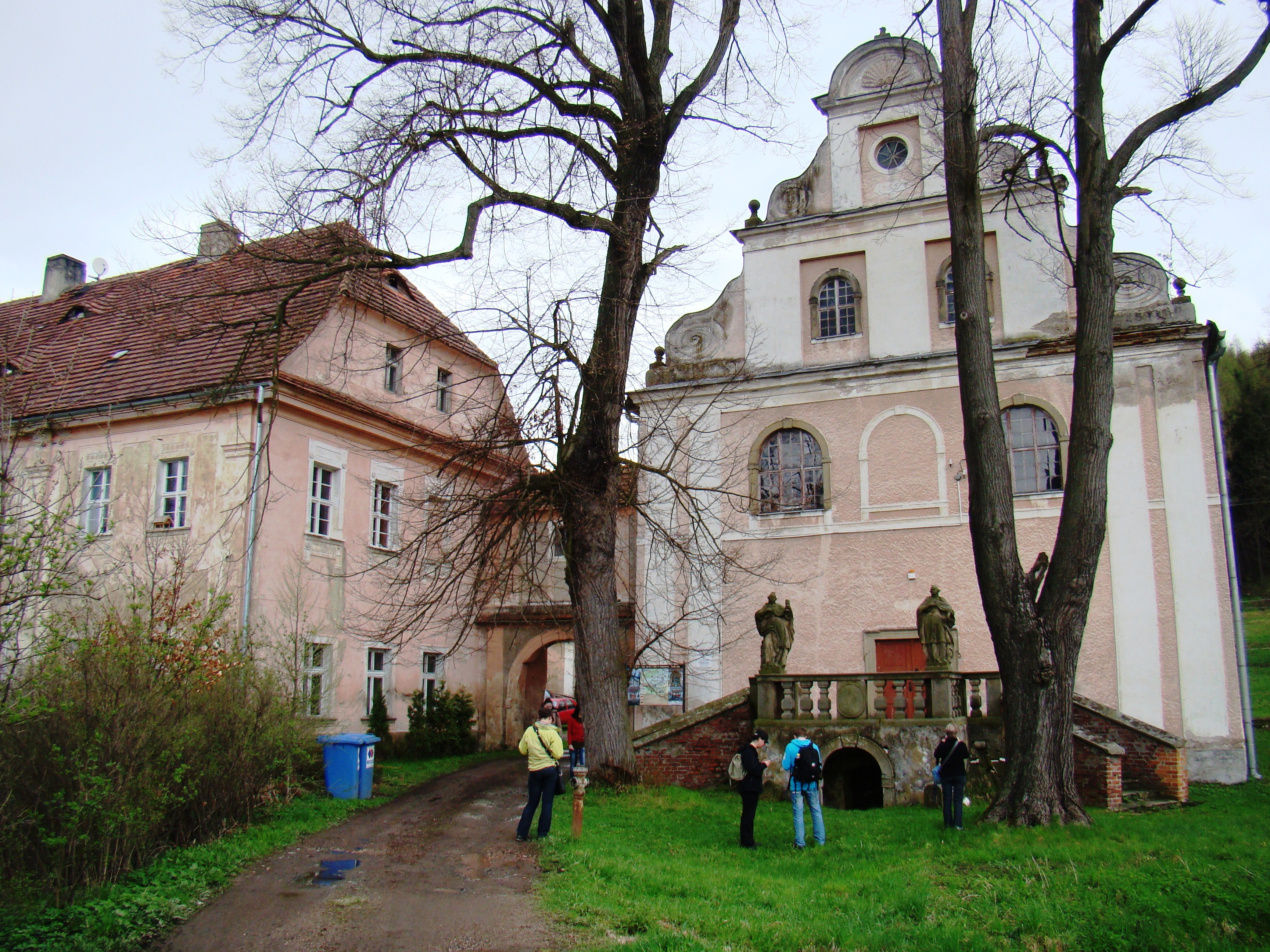
Дом настоятеля и церковь
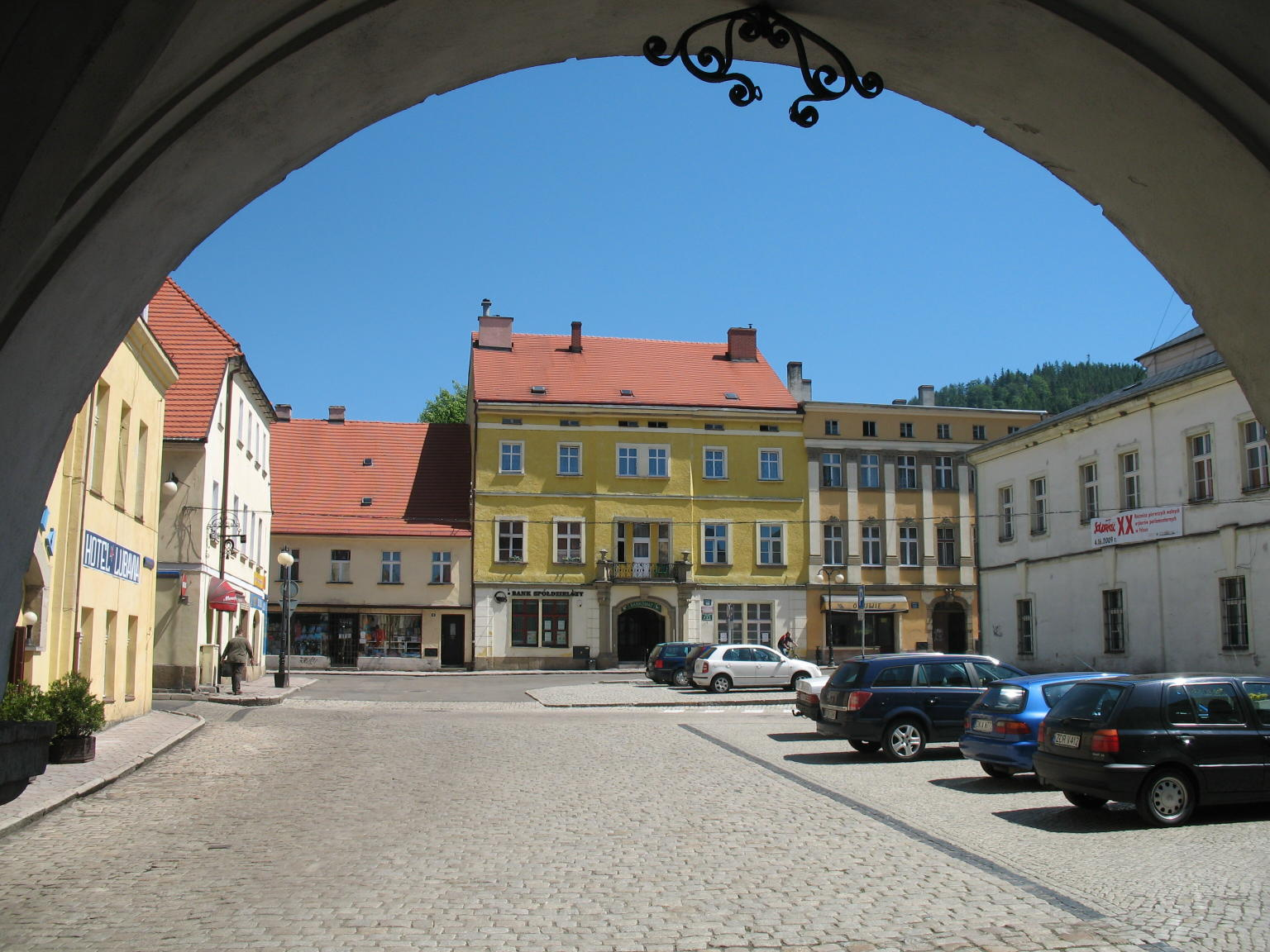
Рыночная площадь
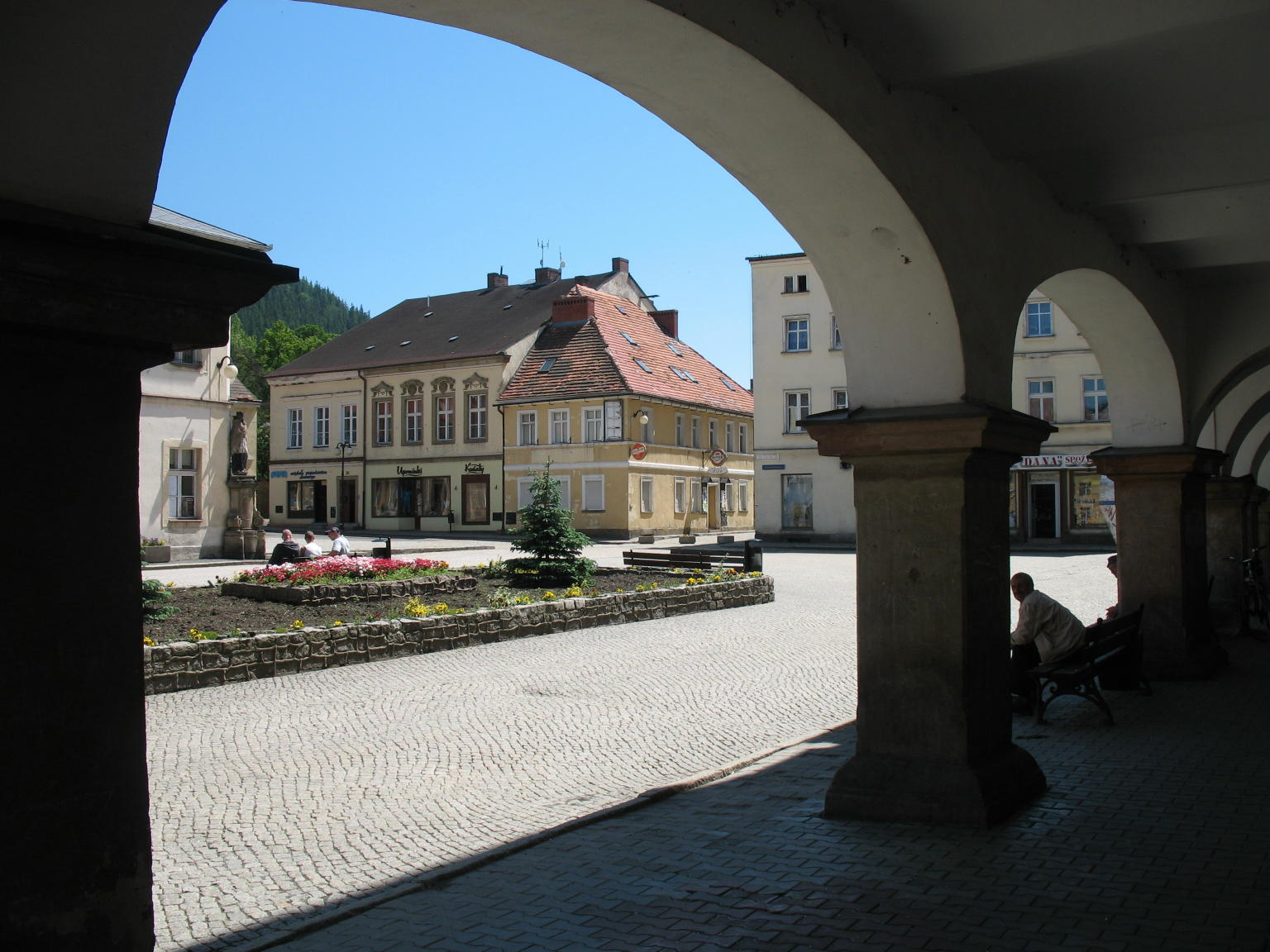
Площадь
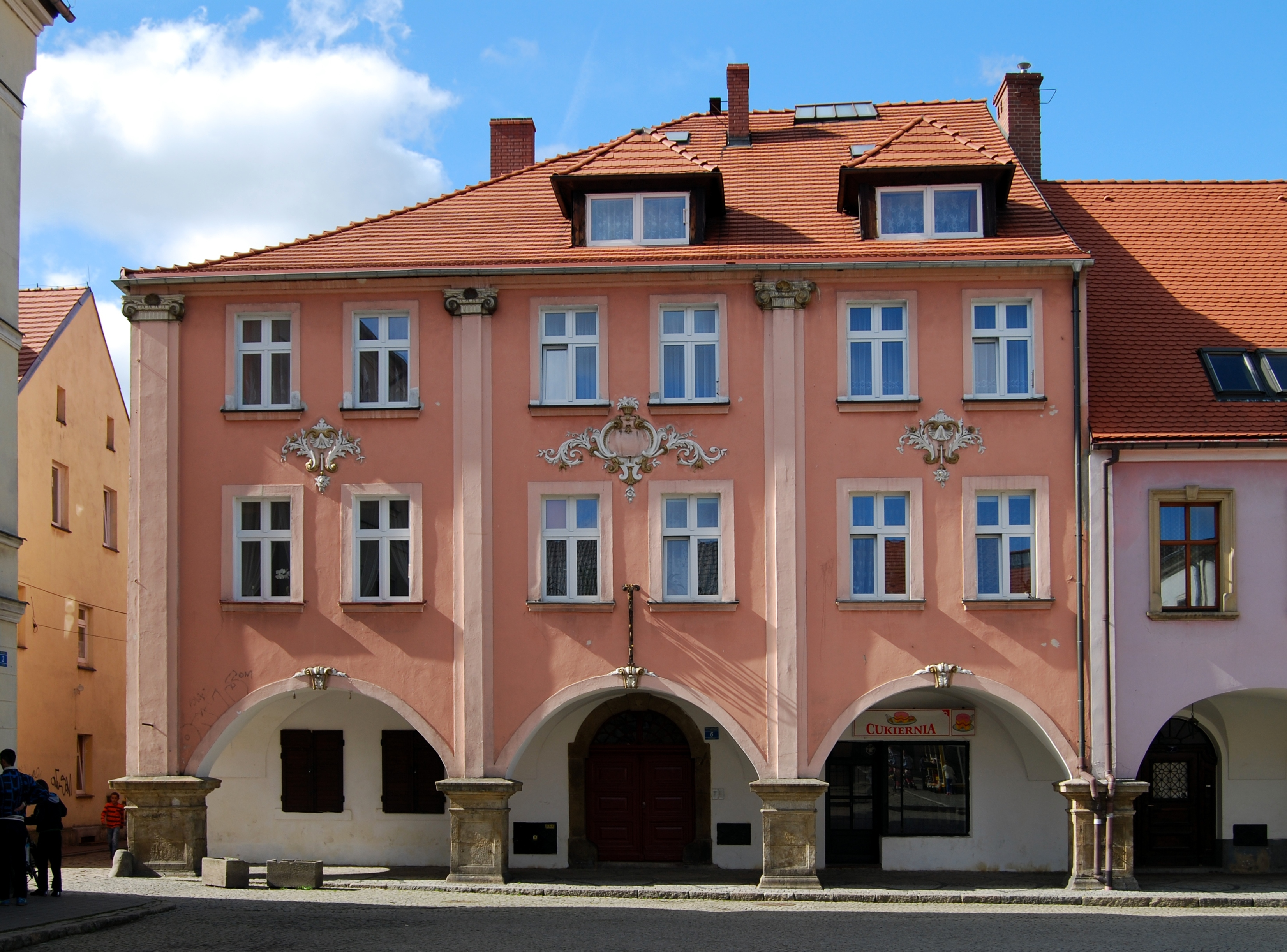
Старинные дома
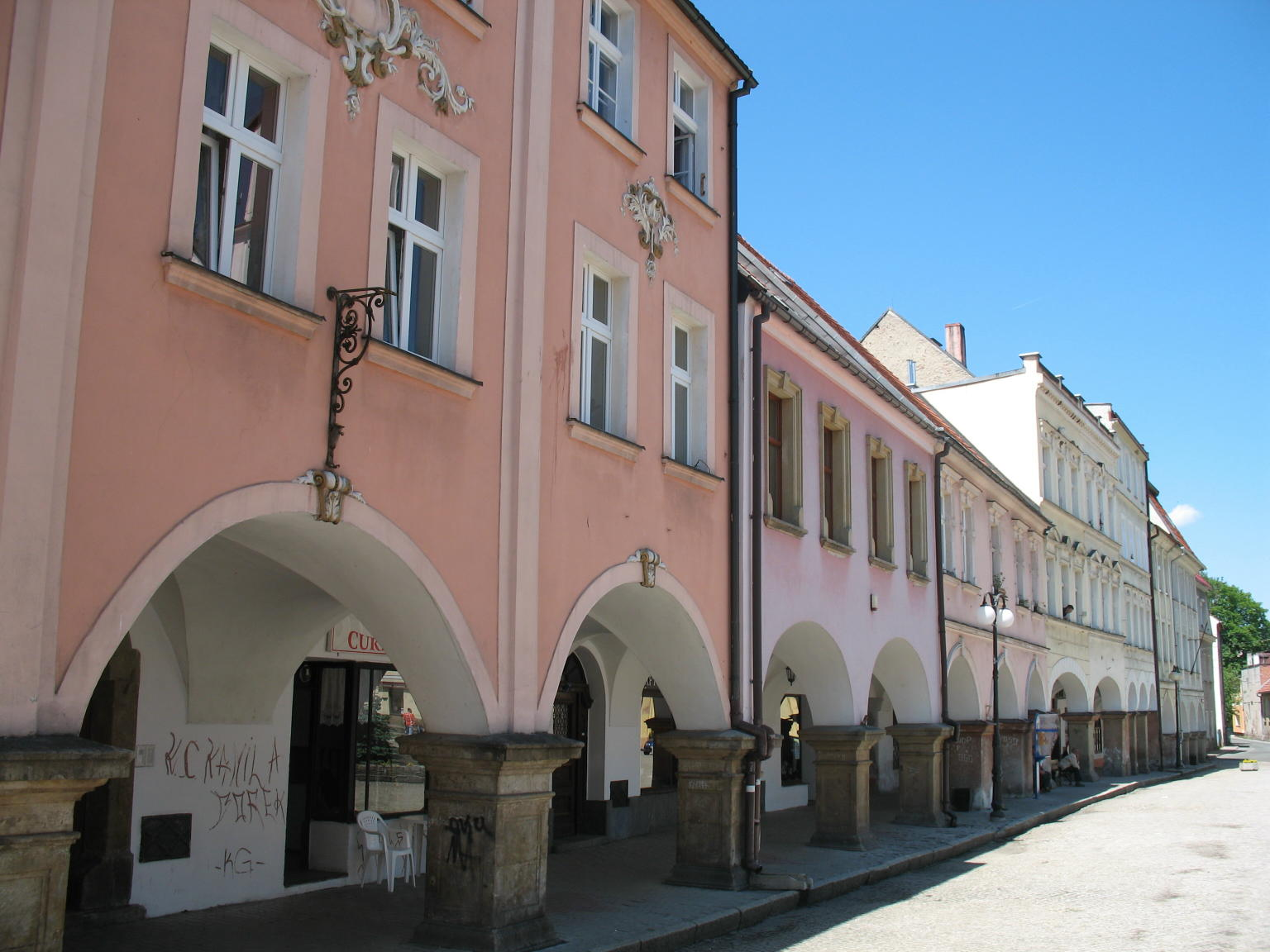
Дома на площади
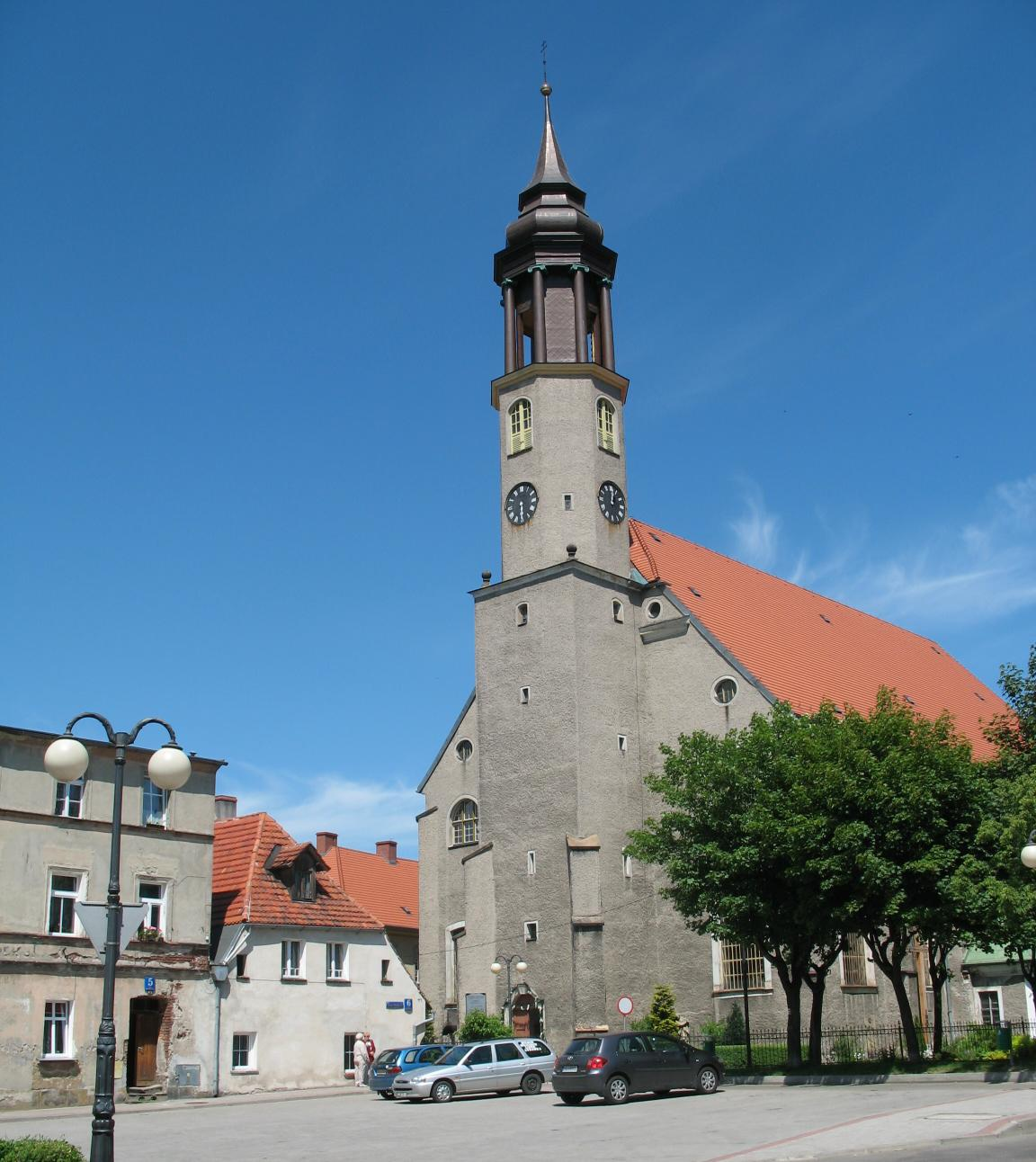
Кирха
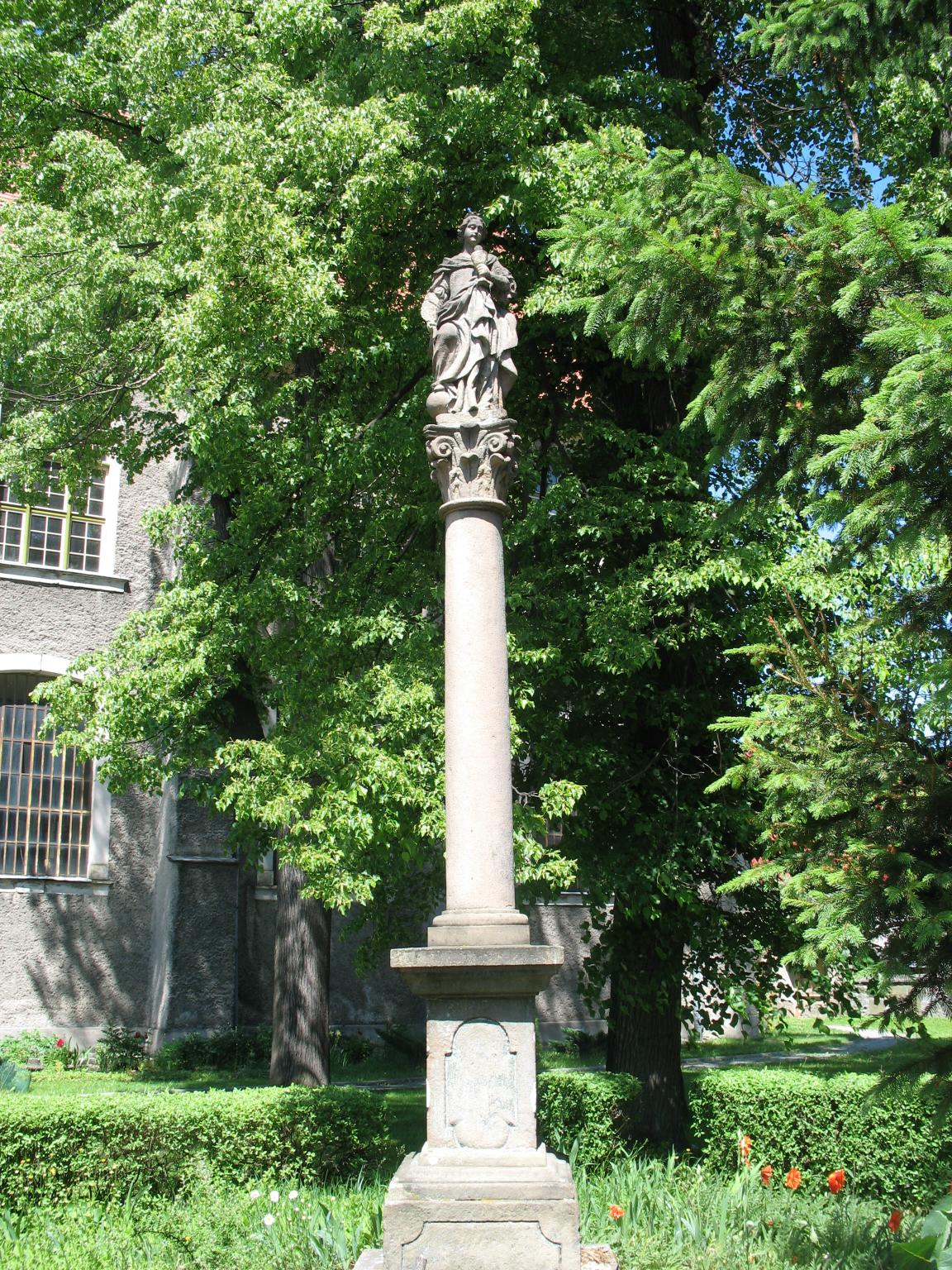
Статуя
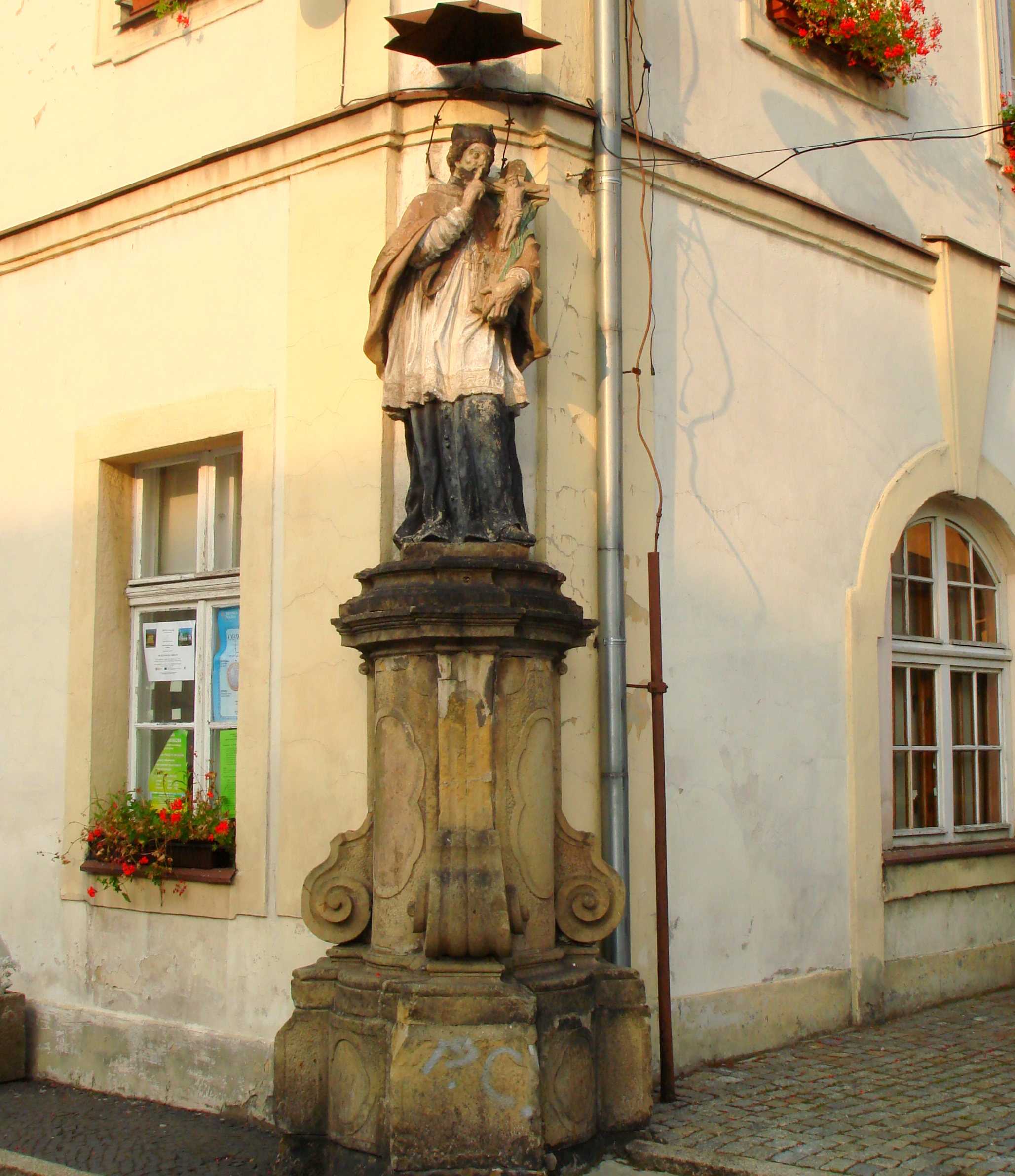
Статуя Иоанна
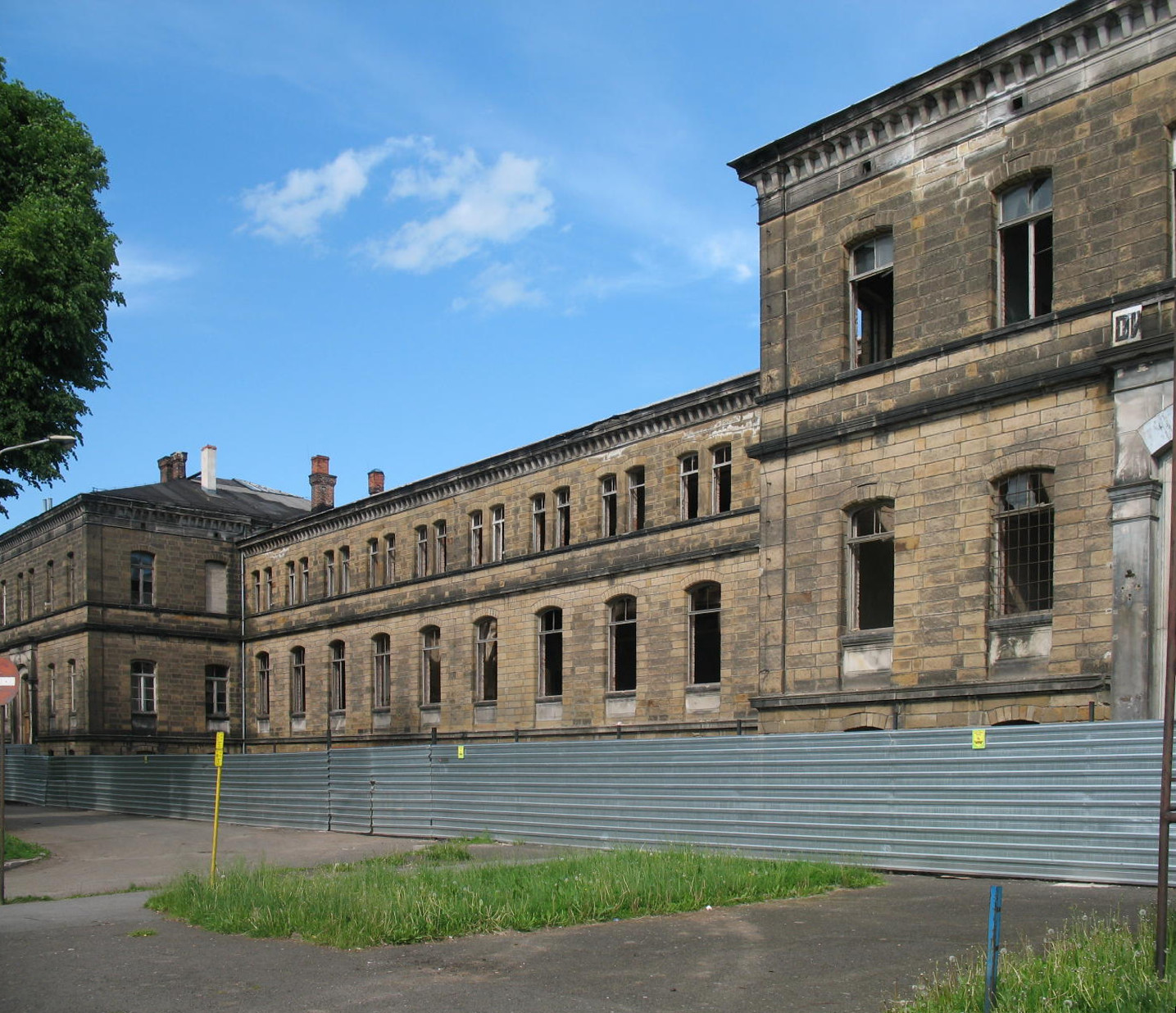
Руины вокзала